# Alberto Terziani
Alberto Terziani, italijanski general, * 16. marec 1879, † 2. oktober 1963.